# Здание главного почтамта (Одесса)
Одесса, ул. Садовая 10. Памятник архитектуры местного значения с 1982 г. — по решению Одесского облисполкома № 230 от 20.04.1982.

Архитекторы: Владимир Федорович Харламов (1860—1907), В. А. Домбровский. Подрядчик: десятник А. Дорофеев. Года постройки 1893—1895 гг.

Здание построено специально для объединения всех услуг связи (почта, телеграф) в одном комплексе. Участок для строительства был избран специально созданной для этого комиссией. Первое в Российской империи здание, специально спроектированное как узел связи. Строил почтамт приглашенный из Санкт-Петербурга архитектор В. Ф. Харламов, автор весьма похожего внешне здания Исидоровского епархиального училища, а также дома Суворина.
Вытянутое вдоль улицы Садовой здание имеет огромный центральный зал, освещенный через прозрачную кровлю.
До 1917 г. почтамт работал с 8 до 20 ч., почтовые ящики очищали 4 раза в день. Для посетителей действовал бесплатный гардероб, у входа стоял швейцар. Каждое из 26 операционных окон центрального зала работало по своему графику.
Здание почтамта было сильно повреждено во время Великой Отечественной войны, особенно — при попытке немецких оккупантов взорвать его перед освобождением Одессы в 1944 году. С 1945 по 1962 годы почтамт располагался на улице Гоголя, 12. Проект восстановления здания почтамта (архитекторы Фильштейн и Межибовский) утвердили в 1956 году, все работы выполнили в 1956—1962 гг.